# Zapasy na Światowych Igrzyskach Sportów Walki 2023
Zawody zapaśnicze rozgrywane w ramach Światowych Igrzysk Sportów Walki (World Combat Games) w 2023 odbyły się w dniach 23-26 października w Rijadzie.

## Tabela medalowa
Gospodarz zawodów został zaznaczony kolorem.
| Miejsce | Kraj              | Złoto | Srebro | Brąz | Razem |
| 1.      | Ukraina           | 9     | 3      | 3    | 15    |
| 2.      | Uzbekistan        | 5     | 3      | 8    | 16    |
| 3.      | Kazachstan        | 4     | 7      | 8    | 19    |
| 4.      | Kirgistan         | 4     | 0      | 4    | 8     |
| 5.      | Egipt             | 3     | 0      | 0    | 3     |
| 6.      | Niemcy            | 2     | 1      | 3    | 6     |
| 7.      | Węgry             | 2     | 0      | 0    | 2     |
| 8.      | Algieria          | 1     | 2      | 0    | 3     |
| 9.      | Stany Zjednoczone | 1     | 0      | 7    | 8     |
| 10.     | Azerbejdżan       | 1     | 0      | 5    | 5     |
| 11.     | Albania           | 1     | 0      | 1    | 2     |
| .       | Maroko            | 1     | 0      | 1    | 2     |
| 13.     | Armenia           | 1     | 0      | 0    | 1     |
| .       | Japonia           | 1     | 0      | 0    | 1     |
| 15.     | Arabia Saudyjska  | 0     | 3      | 7    | 10    |
| 16.     | Turkmenistan      | 0     | 3      | 0    | 3     |
| 17.     | Hiszpania         | 0     | 2      | 3    | 5     |
| 18.     | Gruzja            | 0     | 2      | 1    | 3     |
| 19.     | Włochy            | 0     | 2      | 0    | 2     |
| 20.     | Iran              | 0     | 1      | 5    | 6     |
| 21.     | Francja           | 0     | 1      | 2    | 3     |
| .       | Tadżykistan       | 0     | 1      | 2    | 3     |
| 23.     | Irak              | 0     | 1      | 1    | 2     |
| .       | Mongolia          | 0     | 1      | 1    | 2     |
| 25.     | Angola            | 0     | 1      | 0    | 1     |
| .       | Litwa             | 0     | 1      | 0    | 1     |
| .       | Rumunia           | 0     | 1      | 0    | 1     |
| 28.     | Holandia          | 0     | 3      | 0    | 3     |
| 29.     | Mołdawia          | 0     | 2      | 0    | 2     |
| .       | Filipiny          | 0     | 2      | 0    | 2     |
| 31.     | Bahrajn           | 0     | 0      | 1    | 1     |
| .       | Kanada            | 0     | 0      | 1    | 1     |
| .       | Grecja            | 0     | 0      | 1    | 1     |
| .       | Tunezja           | 0     | 0      | 1    | 1     |
| Razem   | Razem             | 36    | 36     | 72   | 144   |

## Zawody mężczyzn
| Kat. wagowa            |                              |                         |                                                          |
| ---------------------- | ---------------------------- | ----------------------- | -------------------------------------------------------- |
| Styl klasyczny 60 kg   | Ismail Ettalibi              | Mohamed Dridi           | Bajram Sina Rayan Hawsawi                                |
| Styl klasyczny 67 kg   | Mustafa Husajn Alam ad-Din   | Faisal Aldossary        | Saud Alsubaie Ahmed Barahman                             |
| Styl klasyczny 77 kg   | Kevin Kupi                   | Hassan Barnawi          | Ahmed Nadhir Mohammed Al-Khazaali Bandar Mohammed Baihgy |
| Styl klasyczny 87 kg   | Bachir Sidazara              | Sanad Adnan Alsibyani   | Chidir Sajpudinow Abdullah Aldossary                     |
| Styl klasyczny 97 kg   | Muhammad Ali as-Sajjid Dżabr | Adam Budżamalin         | Mohamed Missaoui Musaad Ahmed Sibaee                     |
| Styl klasyczny 130 kg  | Abd al-Latif Muhammad Ahmad  | Ahmed Al-Tameemi        | Anas al-Mukabbir Ghazi Ali Binbakr                       |
| Belt Qazak Style 65 kg | Manucher Shirinov            | Nur Amanshukirov        | Valimuhammad Boqi Gigi Otiashvili                        |
| Belt Qazak Style 75 kg | Zhumazhan Kozhambekov        | Tornike Grigalashvili   | Dilshod Buriev Navruz Karimzod                           |
| Belt Qazak Style 85 kg | Madi Amangeldi               | Khamroz Rajabov         | Amir Sheikh Hosseini Umid Esanov                         |
| Belt Alysh Style 70 kg | Marlen Abdurasulov           | Mohamma Nabizadeh       | Ariz Huseynov Murodjon Khamidov                          |
| Belt Alysh Style 80 kg | Khusan Abdukhakimov          | Rozymyrat Medov         | Nursultan Otepbergenuly Eldiiar Seksenbaev               |
| Belt Alysh Style 90 kg | Azizkhan Musabek Uulu        | Arslan Hojamberdiyev    | Joris Arie-Jan Rookhuijzen Jasurbek Isroyilov            |
| Grappling 66 kg        | Mayis Nersesyan              | Yurii Cherkaliuk        | Syimyk Makhmedov Ali Cherbi                              |
| Grappling 84 kg        | Ulugbek Rakhmonov            | Nurbek Talbudin         | Pierre Manzo Nadir Imamaliyev                            |
| Grappling 92 kg        | Roman Kiziuk                 | Mantas Daublys          | Christopher Steven Dempsey Pablo Estepa Nieto            |
| Grappling Gi 71 kg     | Sarsen Zhetibayev            | Feruzbek Urokov         | Fierre Proudhon Afan Ivan Rasiuk                         |
| Grappling Gi 100 kg    | Ivan Malin                   | Reda Hamed Mebtouche    | Eldar Rafigaev Evgenii Andreevich Slesarenko             |
| Pankration 66 kg       | Ali Guliyev                  | Sabit Zhusship          | Mohammad Javad Kayedgap Ihor Zhovnir                     |
| Pankration 71 kg       | Oleksandr Huliaiev           | Marvin Gilbert Belecciu | Zhassulan Akimzham Parviz Nasrullaev                     |
| Pankration 84 kg       | Kyrylo Horobets              | Khasan Nafullaev        | Samat Shagyrayev Andrei Ciubotaru                        |
| Pankration 92 kg       | Roman Kiziuk                 | Duman Balmukhanov       | Ramir Aghalarov Islom Baltaev                            |
| Pankration 100 kg      | Bohdan Hnidko                | Diyar Nurgozhay         | John Karl Reed Jakhongir Mansurov                        |

## Zawody kobiet
| Kat. wagowa            |                              |                                 |                                                     |
| ---------------------- | ---------------------------- | ------------------------------- | --------------------------------------------------- |
| Belt Qazak Style 60 kg | Begai Beishenaaly Kyzy       | Mariam Mazanashvili             | Rauza Nurmakhammetova Sarantuya Otgonjargal         |
| Belt Qazak Style 70 kg | Roza Nyssantaikyz            | Mariasole Momente               | Reihaneh Gilaniasl Sem van Dun                      |
| Belt Alysh Style 55 kg | Elzada Momunzhanova          | Gantsetseg Ganbold              | Nazerke Abilatayeva Mukhlisakhon Sotvoldieva        |
| Belt Alysh Style 65 kg | Maftunbonu Mahmudova         | Jemal Ovlyakulyyeva             | Roghayyeh Mahmoodbadi Azemi Nurlanovna Kamchyvekova |
| Grappling 58 kg        | Alexa Toth                   | Viktoriia Syniavina             | Laila Ava Felicie Ohlhoff Aizhan Ismagulova         |
| Grappling 90 kg        | Nikoletta Renata Szmolka     | Claudia Carmen Fornes Carbonne  | Tammy May Griego Darina Dr Goldin                   |
| Grappling Gi 53 kg     | Rui Hirabayashi              | Naiomi Anaiansi Matthews Martin | Kristina Rau Maria Aisa Ratcliff                    |
| Grappling Gi 64 kg     | Antonia Gamila Kanew         | Delfina dos Santos Francisco    | Anna Castells Rabarte Fariza Kulyntay               |
| Grappling Gi 71 kg     | Kateryna Stepanova           | Emily Marta Claribel Gunzler    | Shynar Uzbekova Meryxell Gonzales Correa            |
| Pankration 53 kg       | Anna Bezhenar                | Mukhlisa Nabijanova             | Danielle Nicole Lentini Alison Beth Milliron        |
| Pankration 57 kg       | Khilola Sobirova             | Viktoriia Syniavina             | Zeinab Kordestani Jametan Zoe Marie Nowicki         |
| Pankration 65 kg       | Daria Chibisova              | Meruyert Ibrayeva               | Samantha Elizabeth Buttery Esmira Mammadova         |
| Pankration 70 kg       | Lorena Nicole Cuberno Gamero | Vincenza Amendola               | Atefh Solgi Tayler Lynn Kleemoff                    |
| Pankration 80 kg       | Madeline Alyce Schellman     | Mereke Zhunussova               | Foteini Antoniadou Olena Sushko                     |